# حسن الرافعي
حسن محمد سالم الرافعي، طيار عسكري مصري.

## حياته
ولد الرافعي في 11 فبراير 1950 بالإسكندرية وتخرج من الكلية الجوية في 15 يونيو 1970 مع قرب نهاية حرب الاستنزاف. شارك في حرب 1973 قبل أن يتقاعد من القوات الجوية المصرية في 15 يونيو 1994.

## اشتباك يوم 20 أكتوبر 1973
في 2007 أصدرت قناة التاريخ الأمريكية حلقة بعنوان «الاشتباكات الجوية: أبطال الصحراء» (Dogfights: Desert Aces) من سلسلة وثائقية متلفزة عن الاشتباكات الجوية في حروب مختلفة، كانت الحلقة عن الاشتباكات الجوية العربية-الإسرائيلية، التي اقتصرت على الانتصارات الإسرائيلية ومهارة الطيارين الإسرائيليين.
من ضمن ما جاء خلال تلك الحلقة لقاء مع غيورا إبستاين ادعى أنه خلال إحدى اشتباكاته بتاريخ 20 أكتوبر خلال حرب أكتوبر استطاع إسقاط طائرة ميج-21 بعدما قام طيارها الذي وصفه بالمجنون بمناورة خطيرة على ارتفاع منخفض وظن أنه سيصطدم بالأرض لكنه نجح في الصعود بطائرته إلا أن غيورا تمكن من إصابته في النهاية.
استخدمت بعض وسائل الإعلام المصرية وصف «الطيار المجنون» (الذي ذكره إبستاين) دعائياً، كلقب أطلقه الإسرائيليون أنفسهم على الطيار المصري رغم عدم وجود لمثل هذا اللقب في المراجع الإسرائيلية كما نسبه الطيار أحمد كمال المنصوري لنفسه في عدة لقاءات تلفزيونية وصحفية.
وفي 2018 ادعى الرافعي في فيديو على اليوتيوب أنه الطيار المصري المقصود ونفي فيه مزاعم إبستاين بإصابته. لكنه لم يذكر أن طائرته قد سقطت بالفعل خلال اشتباك جوي وقع هذا اليوم.

## اشتباك يوم 24 أكتوبر
ينسب إلى الرافعي إسقاطه لطائرة ميراج إسرائيلية يوم 24 أكتوبر لكن هذه الإصابة غير مؤكدة خاصة أن الرافعي ليس من ضمن الطيارين المصريين الذين حققوا انتصارات جوية، فضلاً عن عدم وجود أي معلومات تثبت إسقاطه لطائرة الميراج.